# Natasha Frost
Natasha Frost (* 1974) ist eine US-amerikanische Kriminologin, die als Professorin an der Northeastern University in Boston forscht und lehrt. Seit November 2024 ist sie für 2026 designierte Präsidentin der American Society of Criminology (ASC) gewählt.

## Werdegang und Wirkung
Frost machte ein Bachelor-Examen (Psychologie) Northeastern University, einen Master-Abschluss am John Jay College of Criminal Justice, einen weiteren Master-Abschluss (M.Phil.) an der City University of New York, wo sie 2004 zur Ph.D. promoviert wurde. Als Hochschullehrerin wirkte sie stets an der Northeastern University, ab 2005 als Assistant Professor, ab 2011 als Associate Professor und seit 2017 als Full Professor Sie ist auf Punitivität und Soziale Kontrolle spezialisiert.

## Schriften (Auswahl)
- The punitive state. Crime, punishment, and imprisonment across the United States. LFB Scholarly Pub., New York 2006, ISBN 978-1-593-32176-5.
- Mit Todd R. Clear: The punishment imperative. The rise and failure of mass incarceration in America.New York University Press, New York 2014, ISBN 978-0-814-71719-6.